# Partit Comunista de Dinamarca Marxista-Leninista
Partit Comunista de Dinamarca Marxista-Leninista (danès Danmarks Kommunistiske Parti/Marxister-Leninister) és un partit polític comunista danès, de caràcter radical i defensor de l'orientació política imposada per Enver Hoxha. Es presentà a les eleccions legislatives daneses de 1984 i 1987, però no va obtenir més de mil vots en cadascuna.
Després de la dissolució del socialisme a Albània, arribaren a la conclusió que el comunisme havia d'abandonar el sectarisme i unir-se en un sol partit. Després de diversos intents, el novembre de 2006 es van integrar definitivament en el Partit Comunista de Dinamarca.